# 대니얼 트래비스
다니엘 트래비스(Daniel Travis, 1968년 3월 10일 ~ )는 미국의 영화배우이다.

## 방송
- 덱스터 시즌5

## 영화
- 헤밍웨이 인 하바나 (2016년) - 밥 루터 역
- 덱스터 시즌5 (2010년) - 배리 커트 역
- 라스트 타임 포에버 (2006년)
- 땡큐 포 스모킹 (2005년) - 브래드 역
- 콜드 케이스 시즌1 (2003년)
- 오픈 워터 (2003년) - 다니엘 역
- 살인 주먹 (1989년)